# Sutherlandia
Sutherlandia là một chi thực vật có hoa trong họ Đậu.